# Anke Rehlinger
Anke Gabriele Rehlinger (Wadern, 6 aprile 1975) è una politica tedesca del SPD e Ministro presidente della Saarland dal 2022. Dopo che il suo partito ha vinto le elezioni statali del 2022 nella Saarland, è diventata la seconda donna ministro-presidente dopo Annegret Kramp-Karrenbauer e la prima del suo partito. In precedenza è stata viceministro presidente della Saarland dal 17 dicembre 2013 fino alla sua elezione a ministro presidente da parte del parlamento regionale della Saarland nel 2022.
Durante il suo periodo da studentessa universitaria, ha avuto successo nelle gare sul campo di atletica leggera. Ad aprile 2022 detiene il record regionale della Saarland nel lancio del peso (16,03 m a Rehlingen il 17 agosto 1996) e il record regionale giovanile della Saarland nel lancio del disco (49,18 m il 23 settembre 1995 a Rehlingen).
Ha gareggiato con successo nei campionati tedeschi di atletica leggera nel 2014 e nel 2015.

## Biografia
Dopo la scuola elementare a Nunkirchen, ha frequentato il liceo Peter-Wust di Merzig e lì ha conseguito la maturità nel 1995. Ha completato i suoi studi di giurisprudenza presso l'Università della Saarland nel 2000 con il primo esame di stato. Dopo aver completato gli studi successivi presso l'Università tedesca di scienze amministrative di Speyer, ha completato il suo servizio di preparazione giuridica dal 2001 al 2003 e ha superato il secondo esame di stato.
Nel 2003/2004 Rehlinger ha frequentato un corso di specializzazione in diritto tributario. Durante questi anni ha lavorato come libera professionista presso uno studio legale. È stata abilitata all'albo degli avvocati dal 2005 e dal 2006 è socia di uno studio legale regionale a Losheim am See (attività attualmente sospesa).
Ha un figlio nato nel 2008.